# Plagionotulus zimbabweanus
Plagionotulus zimbabweanus là một loài bọ cánh cứng trong họ Cerambycidae.